# Tiro esportivo nos Jogos Pan-Americanos de 2011 - Tiro rápido 25 m masculino
A competição do tiro rápido 25 m masculino foi um dos eventos do tiro esportivo nos Jogos Pan-Americanos de 2011, em Guadalajara. Foi disputada no Club Cinegético Jalisciense entre os dias 21 e 22 de outubro.
O cubano Leuris Pupo, campeão da categoria nos Jogos Pan-Americanos de 2007, conquistou a oitava colocação. O campeão foi o americano Emil Milev.

## Calendário
Horário local (UTC-6).
| Data          | Horário | Fase           |
| ------------- | ------- | -------------- |
| 21 de outubro | 9:00    | Qualificação 1 |
| 22 de outubro | 9:00    | Qualificação 2 |
| 22 de outubro | 14:00   | Final          |

## Medalhistas
| Ouro   | USA Emil Milev           |
| Prata  | CUB Juan Francisco Pérez |
| Bronze | VEN Franco Di Mauro      |

## Resultados

### Qualificação
| Pos. | Atirador              | País                     | 8 s | 6 s | 4 s | 8 s | 6 s | 4 s | Total | Obs. |
| ---- | --------------------- | ------------------------ | --- | --- | --- | --- | --- | --- | ----- | ---- |
| 1    | Emil Milev            | USA Estados Unidos       | 98  | 94  | 96  | 97  | 96  | 98  | 579   | Q    |
| 2    | Emerson Duarte        | BRA Brasil               | 98  | 95  | 91  | 97  | 97  | 96  | 574   | Q    |
| 3    | Franco Di Mauro       | VEN Venezuela            | 98  | 95  | 94  | 96  | 95  | 93  | 571   | Q    |
| 4    | Juan Francisco Pérez  | CUB Cuba                 | 96  | 96  | 95  | 96  | 94  | 91  | 568   | Q    |
| 5    | Julio Molina          | ESA El Salvador          | 93  | 98  | 91  | 96  | 95  | 90  | 563   | Q    |
| 6    | Douglas Gómez         | VEN Venezuela            | 94  | 97  | 91  | 95  | 92  | 89  | 558   | Q    |
| 7    | Sergio Sánchez        | GUA Guatemala            | 93  | 94  | 93  | 97  | 93  | 87  | 557   |      |
| 8    | Daniel Felizia        | ARG Argentina            | 96  | 92  | 92  | 97  | 95  | 84  | 556   |      |
| 9    | Metodi Igorov         | CAN Canadá               | 89  | 97  | 85  | 96  | 91  | 96  | 554   |      |
| 10   | Iosef Forma           | BRA Brasil               | 94  | 95  | 86  | 94  | 97  | 87  | 553   |      |
| 11   | Leuris Pupo           | CUB Cuba                 | 99  | 98  | 59  | 98  | 98  | 95  | 547   |      |
| 12   | Ricardo Chandeck      | PAN Panamá               | 95  | 88  | 83  | 86  | 89  | 87  | 528   |      |
| 13   | Pedro García-Miro     | PER Peru                 | 93  | 95  | 47  | 95  | 91  | 93  | 514   |      |
| 14   | Jaime Dávila          | NCA Nicarágua            | 87  | 94  | 83  | 90  | 87  | 67  | 508   |      |
| 15   | Kevin Vanegas         | PAN Panamá               | 83  | 85  | 68  | 81  | 91  | 60  | 468   |      |
|      | Manuel Figuereo Feliz | DOM República Dominicana |     |     |     |     |     |     | DNS   |      |
|      | Josué Hernández Caba  | DOM República Dominicana |     |     |     |     |     |     | DNS   |      |

### Final
| Pos.              | Atirador             | País               | 1 | 2 | 3 | 4 | 5 | 6 | 7 | 8 | Total | Obs. |
| ----------------- | -------------------- | ------------------ | - | - | - | - | - | - | - | - | ----- | ---- |
| Medalha de ouro   | Emil Milev           | USA Estados Unidos | 3 | 1 | 3 | 3 | 5 | 4 | 2 | 3 | 24    | FPR  |
| Medalha de prata  | Juan Francisco Pérez | CUB Cuba           | 3 | 3 | 5 | 2 | 5 | – | 4 | 1 | 23    |      |
| Medalha de bronze | Franco Di Mauro      | VEN Venezuela      | 5 | 1 | 3 | 2 | 4 | 2 | 2 |   | 19    |      |
| 4                 | Emerson Duarte       | BRA Brasil         | 2 | 3 | 4 | 3 | 1 | 4 |   |   | 17    |      |
| 5                 | Julio Molina         | ESA El Salvador    | 1 | 2 | 1 | 3 | 1 |   |   |   | 8     |      |
| 6                 | Douglas Gómez        | VEN Venezuela      | 1 | 3 | 3 |   |   |   |   |   | 7     |      |